# Lukáš Doudera
Lukáš Doudera (* 3. leden 1998, Kladno) je český hokejista. Hraje na postu obránce. Od roku 2023 nastupuje za prvoligový tým HC RT TORAX Poruba 2011.

## Hráčská kariéra
Statistiky Lukáš Doudera
- 2011-12 HC Kladno - MDO (E)
- 2012-13 HC Kladno - SDO (E)
- 2013-14 HC Kladno - JUN (E)
- 2014-2015 HC Oceláři Třinec ELH, HC AZ Havířov 2010 (1. liga)
- 2015/2016 HC Oceláři Třinec ELH, HC Frýdek-Místek (střídavé starty) 2015/2016 (skupina východ)
- 2016/2017 HC Oceláři Třinec ELH
- 2017/2018 HC Verva Litvínov ELH
- 2018/2019 HC Verva Litvínov ELH
- 2019/2020 HC Verva Litvínov ELH
- 2020/2021 HC Vítkovice Ridera ELH
- 2021/2022 HC Energie Karlovy Vary